# شلبرن، انتاریو
شلبرن، انتاریو (به انگلیسی: Shelburne, Ontario) یک منطقهٔ مسکونی در کانادا است که در شهرستان دافرین واقع شده‌است. شلبرن ۸٬۱۲۶ نفر جمعیت دارد.